# L'Io della mente
L'Io della mente (in originale The Mind's I, che in inglese suona come l'occhio della mente) è un saggio di Douglas Hofstadter e Daniel Dennett. Il libro è strutturato come una raccolta di racconti, articoli e saggi di autori diversi sul tema della natura della coscienza. Ciascun capitolo si chiude con un commento critico degli autori. Hoftstadter riprende e amplia alcuni temi del suo Gödel, Escher, Bach: un'eterna ghirlanda brillante.

## Edizioni
- Douglas Hofstadter e Daniel Dennett, L'Io della mente, traduzione di Giuseppe Longo, Adelphi, 1993, ISBN 88-459-0791-0.